# Municipio de Jaltenco
El municipio de Jaltenco es uno de los 125 municipios en que se encuentra dividido el estado mexicano de México. Su cabecera es la ciudad del Jaltenco.

## Geografía
El municipio de Jaltenco se encuentra localizado en el noreste del estado de México y forma parte de la denominada Región II Zumpango. Es territorialmente discontinuo, formado por dos diferentes sectores territoriales (enclave), en uno se encuentra la cabecera municipal y en otro la población de Alborada Jaltenco.
Tiene una superficie territorial de 4.7 kilómetros cuadrados que equivalen al 0.1% de la superficie estatal. Sus coordenadas geográficas extremas son 19°45′ - 19°46′ de latitud norte y 99°5′ - 99°6′ de longitud oeste, y el su altitud va de un máximo de 2 400 a un mínimo de 2 200 metros sobre el nivel del mar.
El sector del territorio municipal en donde se encuentra la cabecera municipal limita al norte y al este con el municipio de Zumpango y al oeste y al sur con el municipio de Nextlalpan; el segundo sector territorial limita al sur con el municipio de Ecatepec de Morelos, al noroeste con el municipio de Tultitlán y al noreste con el municipio de Tonanitla.

## Demografía
La población total del municipio de Jaltenco de acuerdo con el Censo de Población y Vivienda realizado en 2020 por el Instituto Nacional de Estadística y Geografía, es de 28 217 habitantes, de los que 14 572 son mujeres y 13 645 son hombres.

### Localidades
El municipio se encuentra formado por dos localidades y su población de acuerdo al censo de 2020 son:
| Localidad         | Población (2020) |
| ----------------- | ---------------- |
| Alborada Jaltenco | 15 432           |
| Jaltenco          | 12 785           |
| Total municipio   | 28 217           |

## Política

### Representación legislativa
Para la elección de diputados locales al Congreso del Estado de México y de diputados federales a la Cámara de Diputados federal, el municipio de Jaltenco se encuentra integrado en los siguientes distritos electorales:
Local:
- Distrito electoral local de 12 del estado de México con cabecera en Teoloyucan.[4]

Federal:
- Distrito electoral federal 2 del estado de México con cabecera en Tultepec.
- Distrito electoral federal 6 del estado de México con cabecera en Coacalco de Berriozábal.